# کاستلوترو پیاچنتینو
کاستلوترو پیاچنتینو (به ایتالیایی: Castelvetro Piacentino) یک کومونه در ایتالیا است که در استان پیاچنزا واقع شده‌است.

## خصوصیات
کاستلوترو پیاچنتینو ۳۵٫۱ کیلومترمربع مساحت و ۵٬۵۷۷ نفر جمعیت دارد و ۳۹ متر بالاتر از سطح دریا واقع شده‌است.